# مغامرات ع × 2
سلسلة مغامرات ع×2
سلسلة ألغاز بوليسية للمؤلف د.نبيل فاروق تجمع ما بين الغموض والإثارة والحركة، وتسبح بنا - في كل مرة - في عالم جديد يسعى أبطاله على اختلاف ألوانهم إلى مكافحة الجريمة والسعى إلى تحقيق العدالة، وجميعهم يحملون شعاراً واحداً .. شعار ع×2
نوع السلسلة : مغامرات، ألغاز بوليسية

## القصة
هما التوءمان (عماد) و (علا) ومن هنا – كما لابد أنك لاحظت – جاء اسم السلسة .. (ع × 2) .. وهو ما يرمز إلى الحرف الأول في اسم كل منهما .. (عماد) و (علا) .. طفلان شديدا الذكاء، لهما قدرة متميزة على ملاحظة أدق الأمور، وربط التفاصيل الصغيرة بعضها ببعض في إحكام، وهذا ما جعلهما قادرين على مساعدة والدهما - الذي يعمل في أحد أجهزة الأمن المصرية - في حل غموض القضايا التي تواجهه

## الشخصيات الرئيسية
- أهم الشخصيات عماد وعلا الطفلان المتحريان
- (خيري) وهو والد الطفلان
- (عصام)
- (عصمت) الرجل الذي أنقذ (عصام) في العديد من المواقف الحرجة .
- (عادل) رجل المباحث الذي أعطانا بعداً مصداقياً في نوعية المغامرات التي يخوضها .
- (علي) الطبيب الشرعى الذي أحببناه رغم قلة ظهوره .

## إصدارات السلسلة
1 - الصراف
2 - قتيل الفندق
3 - بائع الذهب
4 - حادث المقطم
5 - المهرب
6 - لص السيارات
7 - مزور النقود
8 - الجاسوس السرى
9 - تاجر المخدرات
10 - العقد المفقود
11 - جامع الطوابع
12 - لاعب الكرة
13 - مصرع الحلاق
14 - الضابط المزيف
15 - الحريق الغامض
16 - جريمة المسرح
17 - قطار الرعب
18 - السجين الهارب
19 - رجل الساعة
20 - لعبة الموت
21 - الطفل الثالث
22 - شرطى المرور
23 - الجريمة الوهمية
24 - منتصف الليل
25 - حرب المخابرات
26 - العالم المفقود
27 - القناع الملعون
28 - أسلحة الدمار
29 - قصر الجريمة
30 - الحصان الأسود
31 - القاتل المحترف
32 - الوصية الضائعة
33 - الحارس الليلى
34 - بحيرة الأسرار
35 - كنز القلعة
36 - شبح الضحية
37 - الغواصة المحترقة
38 - أخطر العملاء
39 - لعبة الثعالب
40 - قلب الجحيم
41 - جزيرة الأشرار
42 - زعيم الثعالب
43 - الأبله
44 - الأصابع الرهيبة
45 - القنبلة الزمنية
46 - الوحش
47 - عين الشر
48 - المخلب الذهبي
49 - انتحار مقاتل
50 - القضايا
51 - الرقم المجهول
52 - حكم الإعدام
53 - أشهر مجهول
54 - الرجل الغامض
55 - ذيل الطاووس
56 - الدقائق الأخيرة